# 제일은행 축구단
제일은행 축구단은 제일은행에서 운영했던 축구단으로 1969년 3월달에 창단되어 실업축구 (현 내셔널리그)에서 활동하였으며 1995년 11월 해체되었다.

## 유명 선수
- 오석재
- 조영증
- 박항서
- 정해성